# Ummidia dudkoi
Espèce
Ummidia dudkoi est une espèce d'araignées mygalomorphes de la famille des Halonoproctidae.

## Distribution
Cette espèce est endémique de la province du Khatlon au Tadjikistan,. Elle se rencontre dans les monts Panj Karatau vers Panj.

## Description
Le mâle holotype mesure 15,0 mm et le mâle paratype 16,3 mm.

## Systématique et taxinomie
Cette espèce a été décrite par Zamani et Fomichev en 2025.

## Étymologie
Cette espèce est nommée en l'honneur de Roman V. Dudko.

## Publication originale
- Zamani & Fomichev, 2025 : « Four new species of Mygalomorphae (Araneae) from Tajikistan and Afghanistan. » Journal of Natural History, vol. 59, no 13/16, p. 775-793.